# Pireneitega pyrenaea
Pireneitega pyrenaea là một loài nhện trong họ Amaurobiidae.
Loài này thuộc chi Pireneitega. Pireneitega pyrenaea được Eugène Simon miêu tả năm 1870.